# Bundesstraße 197
De Bundesstraße 197 (ook wel B197) is een bundesstraße in Duitse deelstaat  Mecklenburg-Voor-Pommeren. De weg begint bij Sponholz en loopt verder naar Anklam. De B197 is ongeveer 55 kilometer lang.

## Routebeschrijving
Be B197 begint ten noorden van Sponholz niet ver ten oosten van Neubrandenburg, op een kruising met de B104. Vanaf hier loopt de weg dan in noordoostelijke richting en kruist men in de afrit Neubrandenburg-Ost de A20. Men komt door Glienke, Datzetal, Sadelkow, Friedland, Boldekow,  Sarnow on dan ten zuidwesten van Anklam op een afrit aan te sluiten op de B109 de rondweg van Anklam.
Tussen de kruising bij Sponholz en de afrit Neubrandenburg-Ost loopt de E251 met de B197 mee.
B1 · B2 · B4 · B5 · B75 · B76 · B77 · B87 · B96 · B96a · B96b · B97 · B101 · B102 · B103 · B104 · B105 · B106 · B107 · B108 · B109 · B110 · B111 · B112 · B112n · B113 · B115 · B122 · B156 · B158 · B166 · B167 · B168 · B169 · B179 · B182 · B183 · B187 · B188 · B189 · B190n · B191 · B192 · B193 · B194 · B195 · B196 · B197 · B198 · B199 · B200 · B201 · B202 · B203 · B204 · B205 · B206 · B207 · B208 · B209 · B246 · B320 · B321 · B404 · B430 · B431 · B432 · B434 · B435 · B495 · B501 · B502 · B503